# 이미지 압축
이미지 압축(Image compression)은 저장 또는 전송 비용을 줄이기 위해 디지털 이미지에 적용되는 데이터 압축 유형이다. 알고리즘은 시각적 인식과 이미지 데이터의 통계적 특성을 활용하여 다른 디지털 데이터에 사용되는 일반적인 데이터 압축 방법에 비해 우수한 결과를 제공할 수 있다.

## 역사
엔트로피 코딩은 1952년에 발표된 허프만 코딩의 기초인 샤논-파노 부호화의 도입과 함께 1940년대 후반에 시작되었다. 변환 코딩은 1968년에 FFT(고속 푸리에 변환) 코딩이 도입되면서 1969년 하다마르 변환으로 거슬러 올라간다.
이미지 데이터 압축의 중요한 발전은 1973년 Nasir Ahmed, T. Natarajan 및 K. R. Rao가 처음 제안한 손실 압축 기술인 이산 코사인 변환(DCT)이었다. JPEG는 1992년 JPEG(Joint Photographic Experts Group)에 의해 도입되었다. JPEG는 이미지를 훨씬 더 작은 파일 크기로 압축하며 가장 널리 사용되는 이미지 파일 형식이 되었다. JPEG는 2015년 현재 매일 수십억 개의 JPEG 이미지가 생성되는 등 디지털 이미지와 디지털 사진의 광범위한 확산에 큰 역할을 했다.
LZW(Lempel–Ziv–Welch)는 Abraham Lempel, Jacob Ziv 및 Terry Welch가 1984년에 개발한 무손실 압축 알고리즘이다. 1987년에 도입된 GIF 형식으로 사용된다. DEFLATE, Phil Katz가 개발하고 지정한 무손실 압축 알고리즘이다. 1996년에는 PNG(Portable Network Graphics) 형식으로 사용되었다.
JPEG 2000 표준은 Touradj Ebrahimi(이후 JPEG 회장)가 의장을 맡은 JPEG 위원회에 의해 1997년부터 2000년까지 개발되었다. 원래 JPEG 형식에서 사용된 DCT 알고리즘과 달리 JPEG 2000은 대신 DWT(이산 웨이블릿 변환) 알고리즘을 사용한다. 손실 압축 알고리즘에는 CDF 9/7 웨이블릿 변환(1992년 Ingrid Daubechies가 개발)을 사용하고 LGT(Le Gall–Tabatabai) 5/3 웨이블릿 변환(1988년 Didier Le Gall 및 Ali J. Tabatabai가 개발)을 사용한다. 무손실 압축 알고리즘을 사용한다. 모션 JPEG 2000 확장을 포함하는 JPEG 2000 기술은 2004년에 디지털 영화의 비디오 코딩 표준으로 선택되었다.